# Maku, Chaldoran, Poldasht e Showt (circoscrizione elettorale)
La Circoscrizione di Maku, Chaldoran, Poldasht e Showt è un collegio elettorale iraniano istituito per l'elezione dell'Assemblea consultiva islamica. 

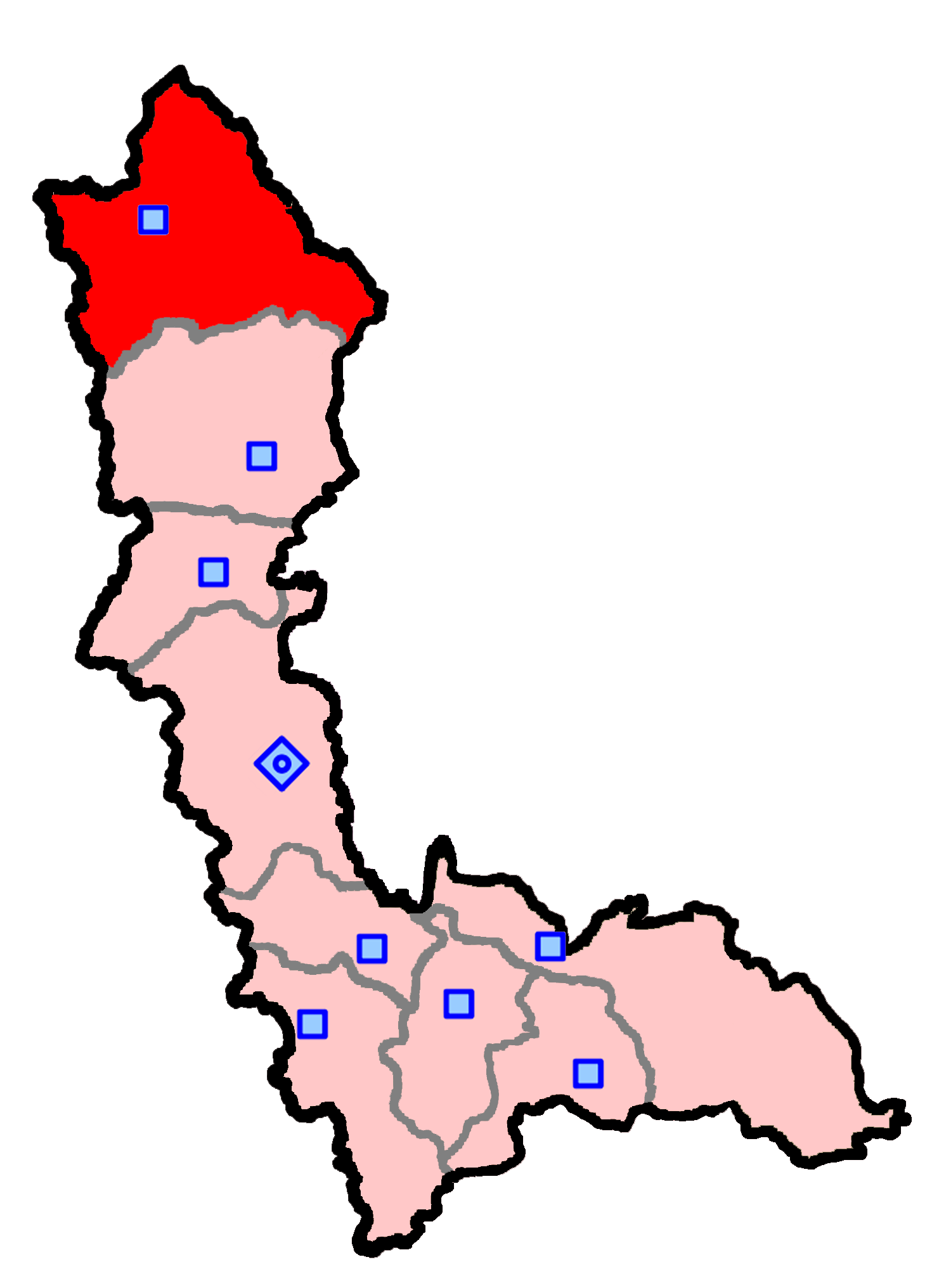
La circoscrizione di Maku, Chaldoran, Poldasht e Showt, all'interno dell'Azerbaigian Occidentale

## Elezioni
Durante le Elezioni parlamentari in Iran del 2012 viene eletto con il 33,93% delle preferenze (pari a 37,063 voti) Mohammad Alipour Rahmati.
Alle Elezioni parlamentari in Iran del 2016 viene invece eletto Eynollah Sharifpour.